# إبشواي (مركز)
مركز إبشواي، مركز إداري مصري. يقع في محافظة الفيوم الواقعة في جمهورية مصر العربية. القاعدة الإدارية للمركز هي مدينة إبشواي.